# Mammas pojkar
Mammas pojkar är en svensk anpassning av originalprogrammet Momma's Boys och sänds i TV 4 från och med 8 oktober 2009. Programmet går ut på att svenska singelmän ska få chansen att tillsammans med sina mammor träffa olika potentiella partner, för att senare försöka hitta sin rätta bland dessa.
De tre männen bor ihop med sina mammor och 32 kvinnor i en stor villa i Marbella. Kvinnornas uppgift är att visa upp sina goda egenskaper för både männen och deras mammor. Varje avsnitt får männen välja ut vem de vill gå på date med. Genom SMS röstar de sedan ut kvinnorna tills de endast har var sin kvinna kvar.

## Deltagare
| Bobby Haddad, 29 år, Stockholm. |
| Naima Malki, 56 år, Göteborg.   |

| Christian Ideståhl, 31 år, Linköping. |
| Gerd Ideståhl, 63 år, Linköping.      |

| Tim Rydeström, 23 år, Höllviken.     |
| Susanne Rydeström, 54 år, Höllviken. |